# Ліза-Стара
Ліза-Стара (пол. Liza Stara) — село в Польщі, у гміні Посвентне Білостоцького повіту Підляського воєводства.
Населення — 233 особи (2011).
У 1975-1998 роках село належало до Білостоцького воєводства.

## Демографія
Демографічна структура станом на 31 березня 2011 року:
|          | Загалом | Допрацездатний вік | Працездатний вік | Постпрацездатний вік |
| -------- | ------- | ------------------ | ---------------- | -------------------- |
| Чоловіки | 120     | 25                 | 76               | 19                   |
| Жінки    | 113     | 25                 | 57               | 31                   |
| Разом    | 233     | 50                 | 133              | 50                   |